# Cardiophorinae
Cardiophorinae (лат.) — подсемейство жуков-щелкунов (Elateridae). Известно более 1200 видов.

## Распространение
Встречаются повсеместно, на всех материках, кроме Антарктиды. Известны с большинства крупных островов с умеренным и тропическим климатом.

## Описание
Жуков-щелкуны мелких и средних размеров разнообразной окраски. Длина от 3 до 15 мм. Покровы чёрные, коричневые, жёлтые и / или красные, некоторые с пятнами или линиями на переднеспинке или надкрыльях; щетинки простые. Тело без углублений для укрытия лапок. Если прококсальные полости не смыкаются с мезэпистернумом и мезэпимероном, то щиток выемчатый спереди. Переднеспинка со сторонами около середины длины прямыми или вогнутыми (пронотум и простернум также не срослись). Заднее крыло без клиновидной ячейки; все щетинки равномерно заостренные.

## Биология
В то время как личинки Horistonotus uhleri Horn, 1871 атакуют корни кукурузы, хлопка, овса, арахиса и табака, большинство видов, вероятно, являются плотоядными животными, энтомофагами. Их длинные, лопатовидные челюсти лучше приспособлены для перемещения и прокалывания добычи, чем для жевания растительных материалов. Большинство личинок обитает в почве (многие из них — в песчаной почве), а также в мёртвых или дуплистых деревьях. Личинки перемещаются, отталкивая частицы почвы своими нижними челюстями и максилло-лабиальным комплексом, в то время как грудные ноги и гидростатическое разгибание и сжатие брюшка продвигают личинку вперед. Тяга для гидростатических движений частично происходит за счет расширения и сокращения анальных долей и меньших боковых выступов живота. Кардиофорины, вероятно, иногда имеют пищевое значение: взрослые особи являются одними из самых многочисленных насекомых, которых привлекает свет в некоторых пустынных местообитаниях (например, виды Horistonotus Candèze, 1860, Esthesopus Eschscholtz, 1829 и Aptopus Eschscholtz, 1829, во время сезона дождей, пустыня Сонора, США) . Они также являются важными опылителями: например, одна южноафриканская орхидея опыляется в основном 1829 видами Cardiophorus Eschscholtz. Многие Cardiophorinae редки или локализуются в определенных песчаных отложениях или горных лесах, а некоторые, вероятно, находятся под угрозой исчезновения. В настоящее время официально охраняется только Cardiophorus gramineus Scopoli, 1763 (как один из двенадцати видов жуков, охраняемых законом в Швеции).

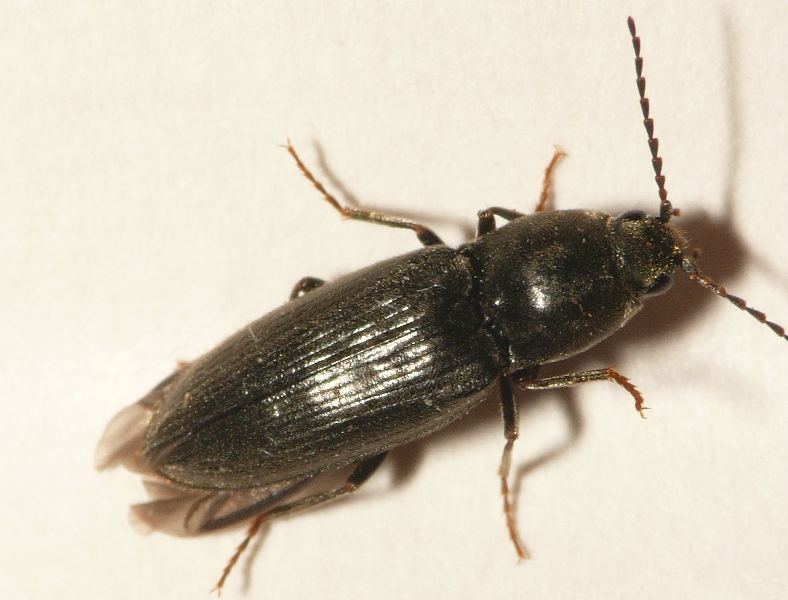
Dicronychus cinereus
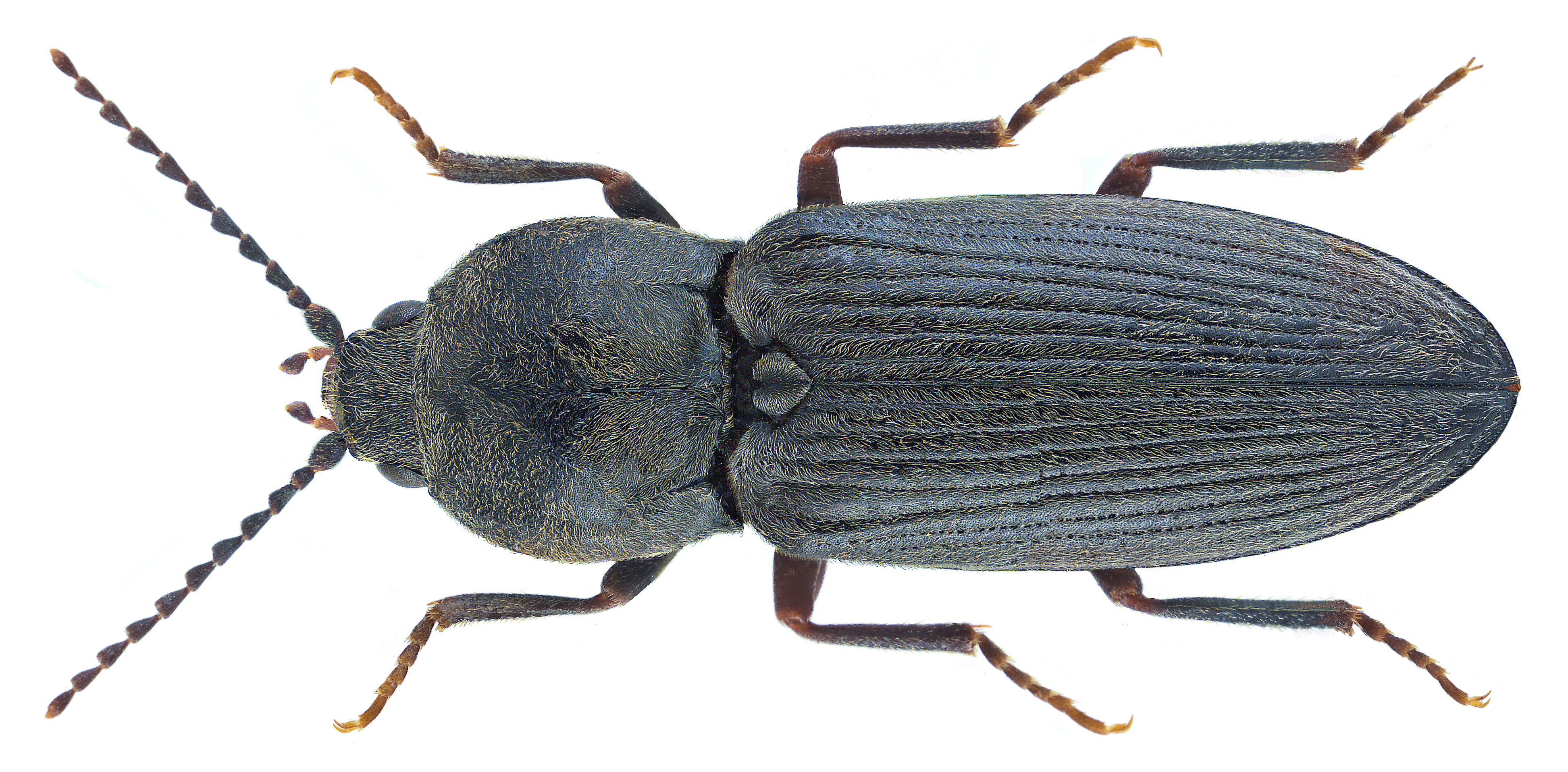
Dicronychus equisetioides
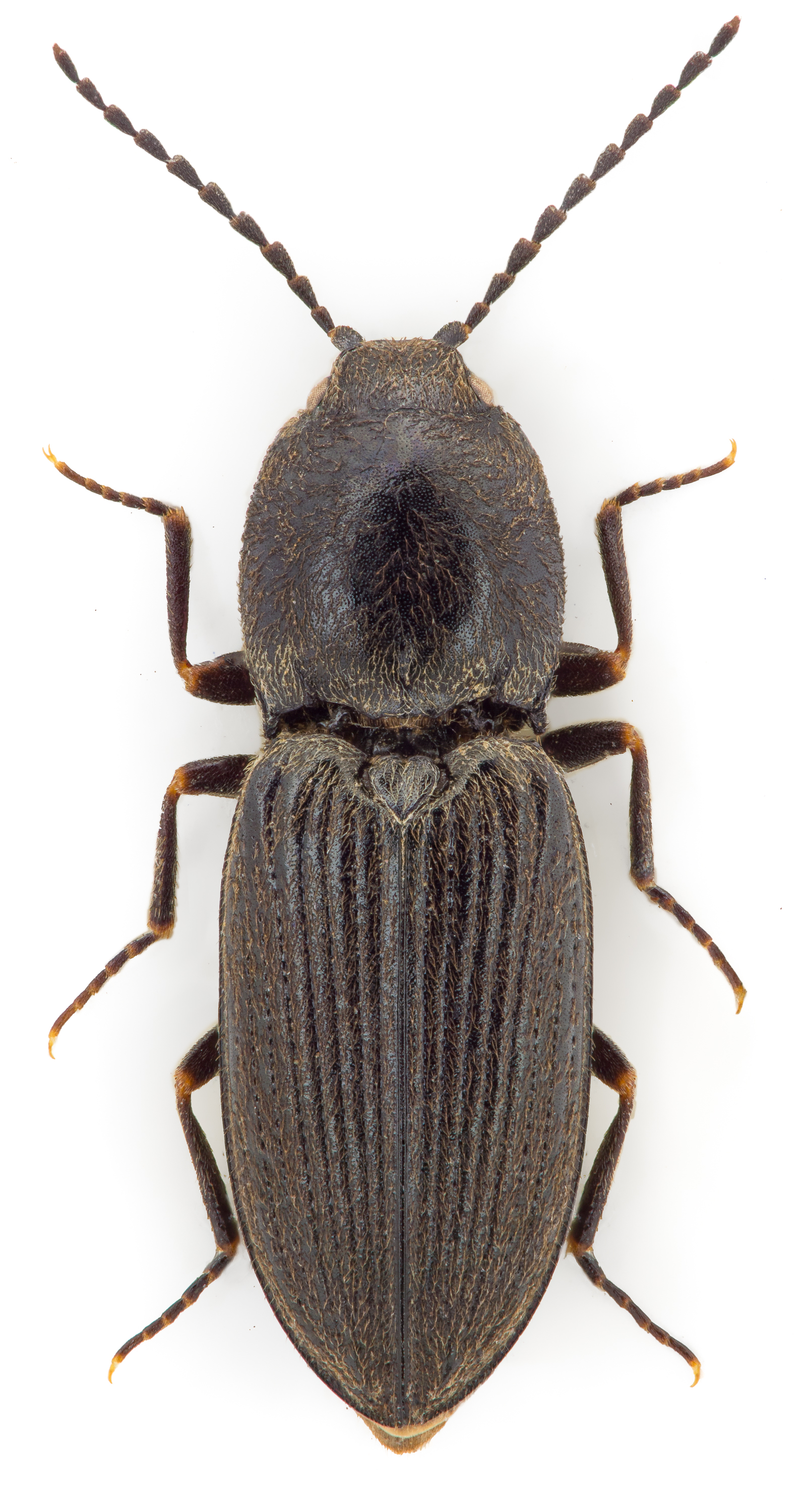
Cardiophorus ebeninus
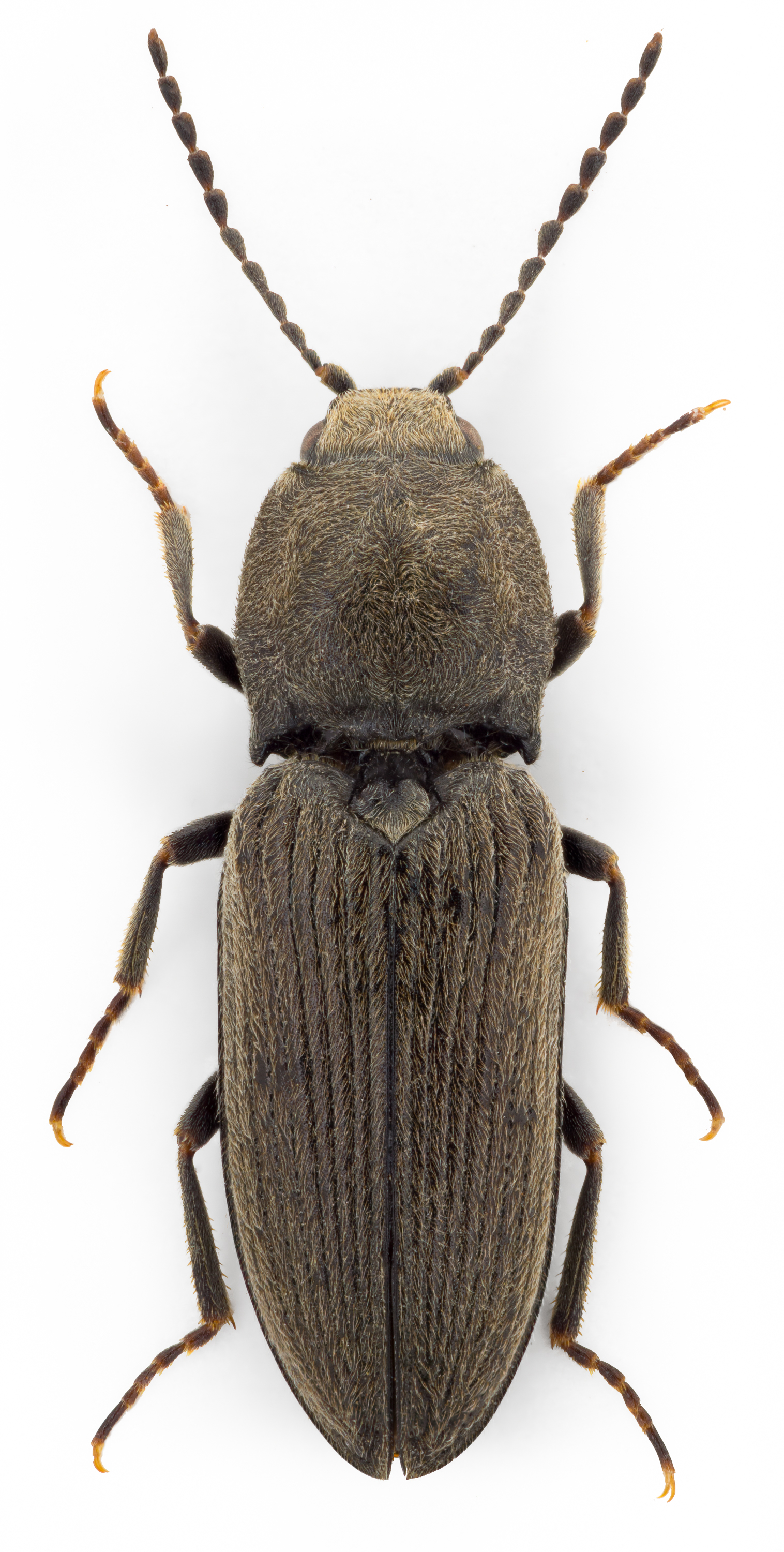
Cardiophorus asellus
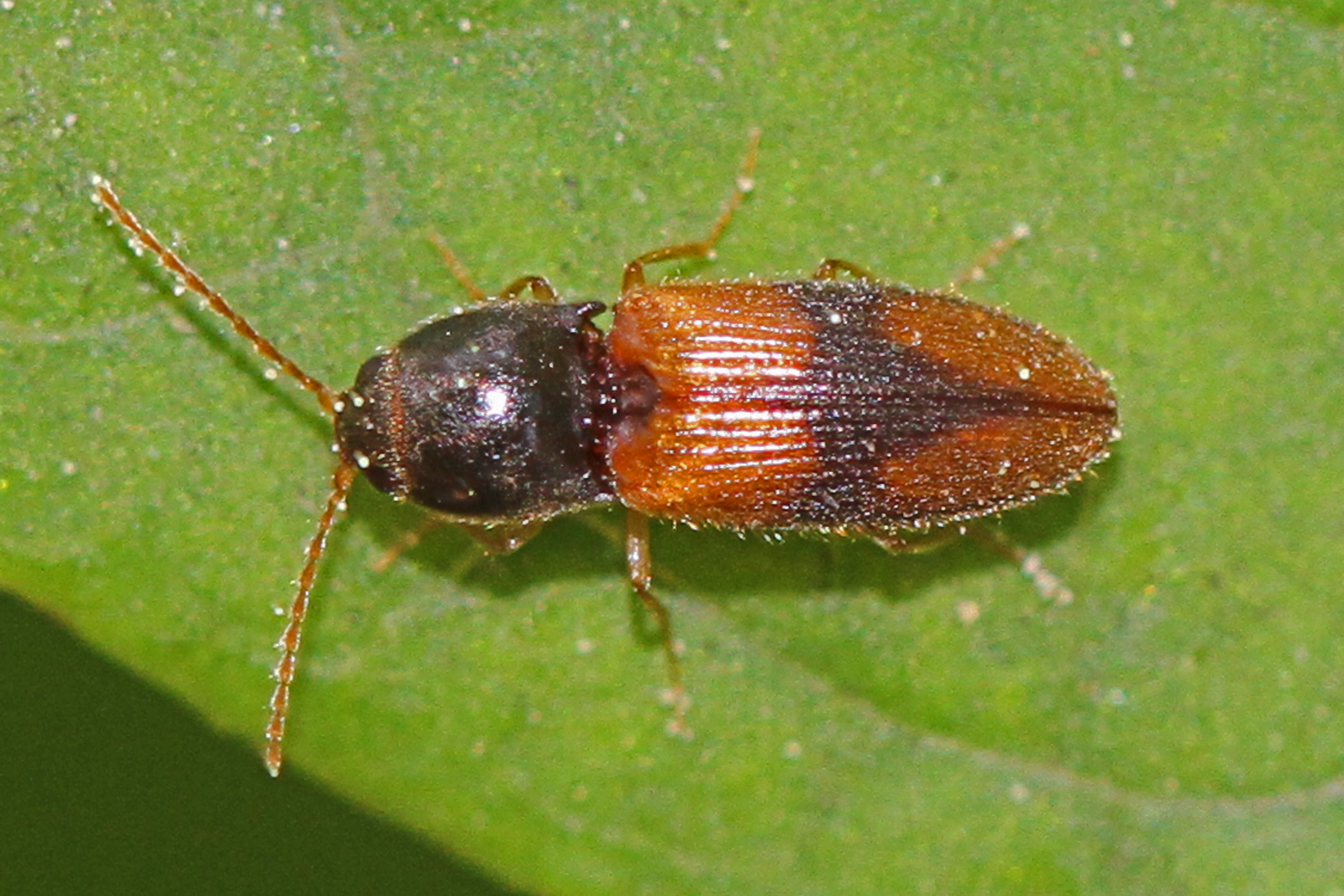
Horistonotus curiatus

## Систематика
Известно более 1200 видов и более 34 родов. С филогенетически близким подсемейством Negastriinae сходен строением гениталий (эдеагус самца с основаниями парамер, сросшимися в трубку как дорсально, так и вентрально; яйцеклад самки без стилуса), но таксон Cardiophorinae отличается следующими признаками: простернум с боками (около середины длины) прямыми или вогнутыми, не сливается с переднеспинкой; большинство представителей с переднемазальной выемкой скутеллюма; щетинки все равномерно заостренные; бугорки между щетинками переднеспинки отсутствуют; большинство с мелкими зазубринами вдоль верхнего края эпиплевр надкрылий и / или по бокам 3-7 уростернитов; копулятивная сумка большинства с симметричной парой отдельных, несущих шипы склеритов (проксимальных склеритов).
Описано около десятка ископаемых видов из эоцена Литвы и США, миоцена Германии и плейстоцена Мадагаскара, а также из четвертичного периода Африки (голоцен, Ангола и Танзания).
Число видов указано по Douglas et al. (2018) с дополнениями:
- Allocardiophorus Ôhira, 1990 — 2 вида
- Aphricus LeConte, 1853 — 8
- Aptopus Eschscholtz, 1829 — 39
- Arandelater Douglas & Kundrata, 2018 — 1[2]
- Austrocardiophorus Douglas, 2017 — 59
- Blaiseus Fleutiaux, 1931 — 10
- Buckelater Costa, 1973 — 1
- Cardiodontulus van Zwaluwenburg, 1963 — 1
- Cardiophorellus Cobos, 1970 — 2
- Cardiophorus Eschscholtz, 1829[5] — 680 видов
- Cardiotarsus  Eschscholtz, 1836 — 51
- Chassainphorus  Douglas & Kundrata, 2018 — 1[2]
- Chileaphricus Douglas, 2017 — 1
- Coptostethus Wollaston, 1854 — 38
- Craspedostethus Schwarz, 1898 — 27
- Dicronychus Brullé, 1832 — 160
- Diocarphus Fleutiaux, 1947 — 1
- Displatynychus Ôhira, 1987 — 2
- Esthesopus Eschscholtz, 1829 — 52
- Floridelater Douglas, 2017 — 1
- Globothorax Fleutiaux, 1891 — 2
- Horistonotus Candéze, 1860 — 111
- Huarpelater Douglas & Kundrata, 2018[2]
- Hypodesis Latreille, 1834 — 9
- Margogastrius Schwarz, 1903 — 1
- Metacardiophorus Gurjeva, 1966 — 3
- Neocardiophorus Gurjeva, 1966 — 2
- Nyctor Semenov-Tian-Shansky & Pjatakowa, 1936 — 2
- Odontocardus Fleutiaux, 1931 — 6
- Pachyelater Lesne, 1897 — 6
- Paracardiophorus Schwarz, 1895 — 54
- Paraplatynychus Fleutiaux, 1931 — 4
- Patriciella van Zwaluwenburg, 1953 — 1
- Phorocardius Fleutiaux, 1931 — 14
- Platynychus Motschulsky, 1858 — 25
- Ryukyucardiophorus Ôhira, 1973 — 5
- Triplonychoidus Schwarz, 1906 — 2
- Triplonychus Candéze, 1860 — 18
- Tropidiplus Fleutiaux, 1903 — 4
- Zygocardiophorus Iablokoff-Khnzorian & Mardjanian, 1981 — 1